# 安徽提督
安徽提督是清初統領安徽軍務的最高軍事長官，為從一品官。後由安徽巡撫兼提督衔。

## 沿革
- 順治三年（1646年），設徽寧提督。
- 順治四年（1647年），裁撤徽寧提督，並入蘇松。
- 康熙十三年（1674年），設安徽提督，管理上江七府三州軍務。
- 康熙十七年（1678年），裁撤安徽提督。
- 嘉慶八年（1803年）起，安徽巡撫兼提督銜。

## 歷任提督
| 姓名   | 任職時間                       | 卸職時間                         | 卸職原因   |
| ------ | ------------------------------ | -------------------------------- | ---------- |
| 張天祿 | 順治三年二月己卯 1646年3月18日 | 順治四年十二月癸未 1648年1月11日 | 改蘇松提督 |
| 王永譽 | 康熙十三年九月 1674年10月      | 康熙十七年五月戊午 1678年7月7日  | 改江南提督 |